# Ocna Mureș
Ocna Mureș (Hongaars: Marosújvár, Duits: Miereschhall) is een stad (oraș) met 12.377 inwoners (2011) in het noordoosten van het Roemeense district Alba. De plaats ligt op de linkeroever van de Mureș en dankt zijn naam aan deze rivier en aan de zoutwinning die hier tot 1978 plaatsvond. De gemeente bestaat behalve uit Ocna Mureș zelf ook uit Cisteiu de Mureș (Magyarcsesztve), Micoșlaca (Miklóslaka), Războieni-Cetate (Székelyföldvár), Uioara de Jos (Csongva) en Uioara de Sus (Felsőmarosújvár).
De vroegere naam van de plaats is Uioara, een verbastering van het Hongaarse Újvár, dat Nieuwburg betekent. In 1925, vijf jaar nadat Transsylvanië met het verdrag van Trianon van Hongarije naar Roemenië was overgegaan, ging de plaats Ocna Mureșului heten. In 1956, het jaar waarin het stadsrechten kreeg, werd dat Ocna Mureș. De Hongaarse naam is Marosújvár gebleven.
De eerste vermelding van de plaats dateert uit 1177, hoewel met Vyuuar eigenlijk de voorloper van Uioara de Sus bedoeld werd. De ten westen daarvan gelegen mijnbouwnederzetting werd in 1825 onder de naam Marosakna voor het eerst genoemd. Later werd het samen Maros-Akna-Újvár. De locatie van de plaatselijke zoutvoorkomens, die in de oudheid al bekend waren, was aan het eind van de 18de eeuw opnieuw ontdekt. De zoutwinning ging gepaard met verschillende ongelukken. Dat van 1978, waarbij een mijngang instortte en grote schade aanrichtte in de stad die erboven lag, leidde tot een abrupt einde van de steenzoutwinning in Ocna Mureș. Het centrum van Ocna Mureș werd naar hogerop verplaatst. De voormalige zoutmijnen zijn tegenwoordig als meren herkenbaar. De sodafabriek is nog tot 2010 in bedrijf geweest.  

## Bevolkingssamenstelling
- In 1910 bestond de bevolking (4976 inwoners) uit 2862 Hongaren en 1845 Roemenen; 1858 inwoners waren Grieks-katholiek, 1553 gereformeerd, 883 rooms-katholiek, 291 joods, 236 Roemeens-orthodox, 107 unitarisch en 48 luthers.
- In 2011 bestond de bevolking (12.377) uit 11.151 Roemenen, 1161 Hongaren en 95 Roma; 9638 inwoners waren Roemeens-orthodox, 847 gereformeerd, 587 Grieks-katholiek, 600 lid van een pinkstergemeente, 219 rooms-katholiek en 156 baptist.

## Partnergemeente
Partnergemeente van Ocna Mureș is Kozármisleny in Hongarije.

## Galerij

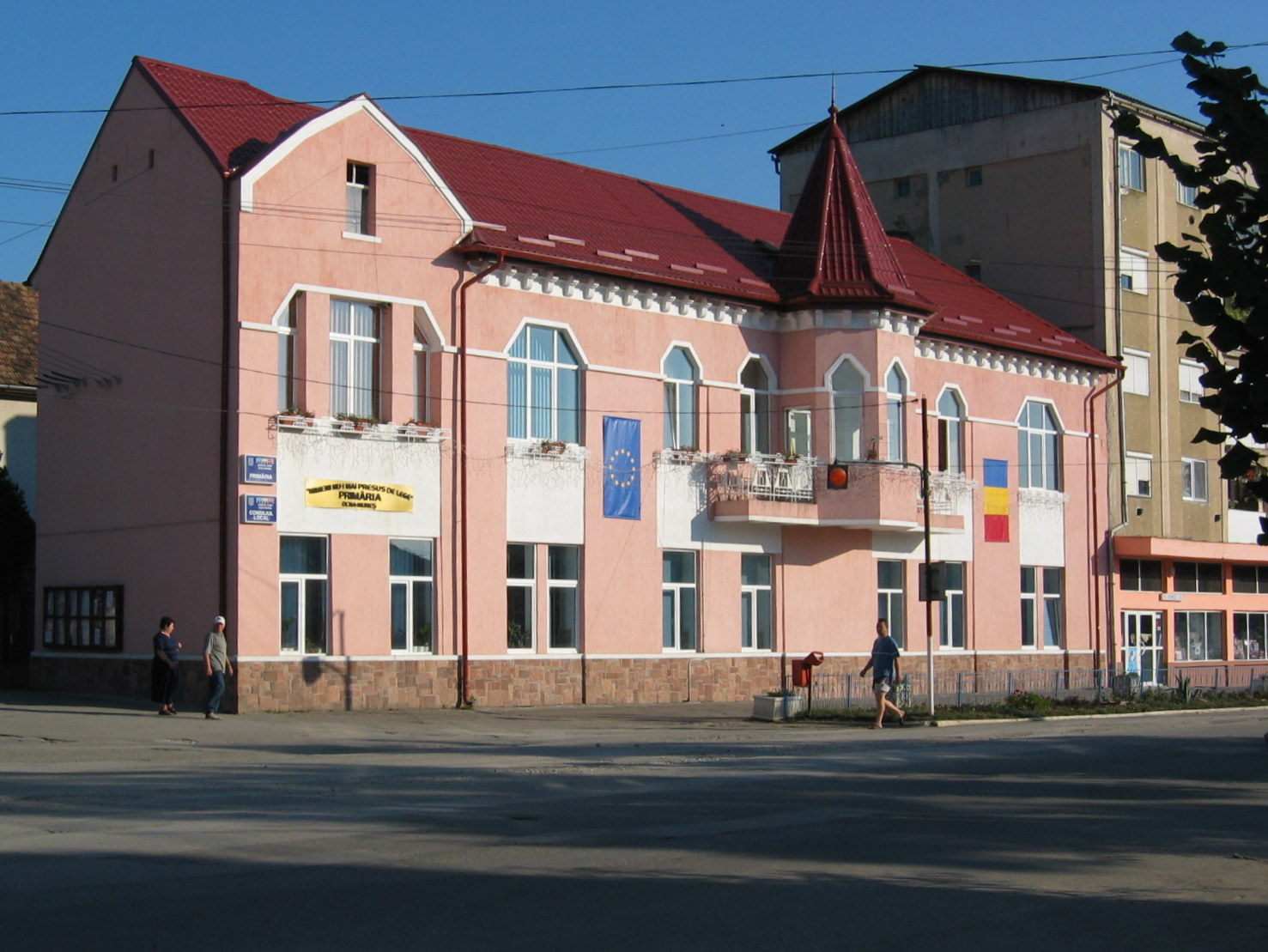
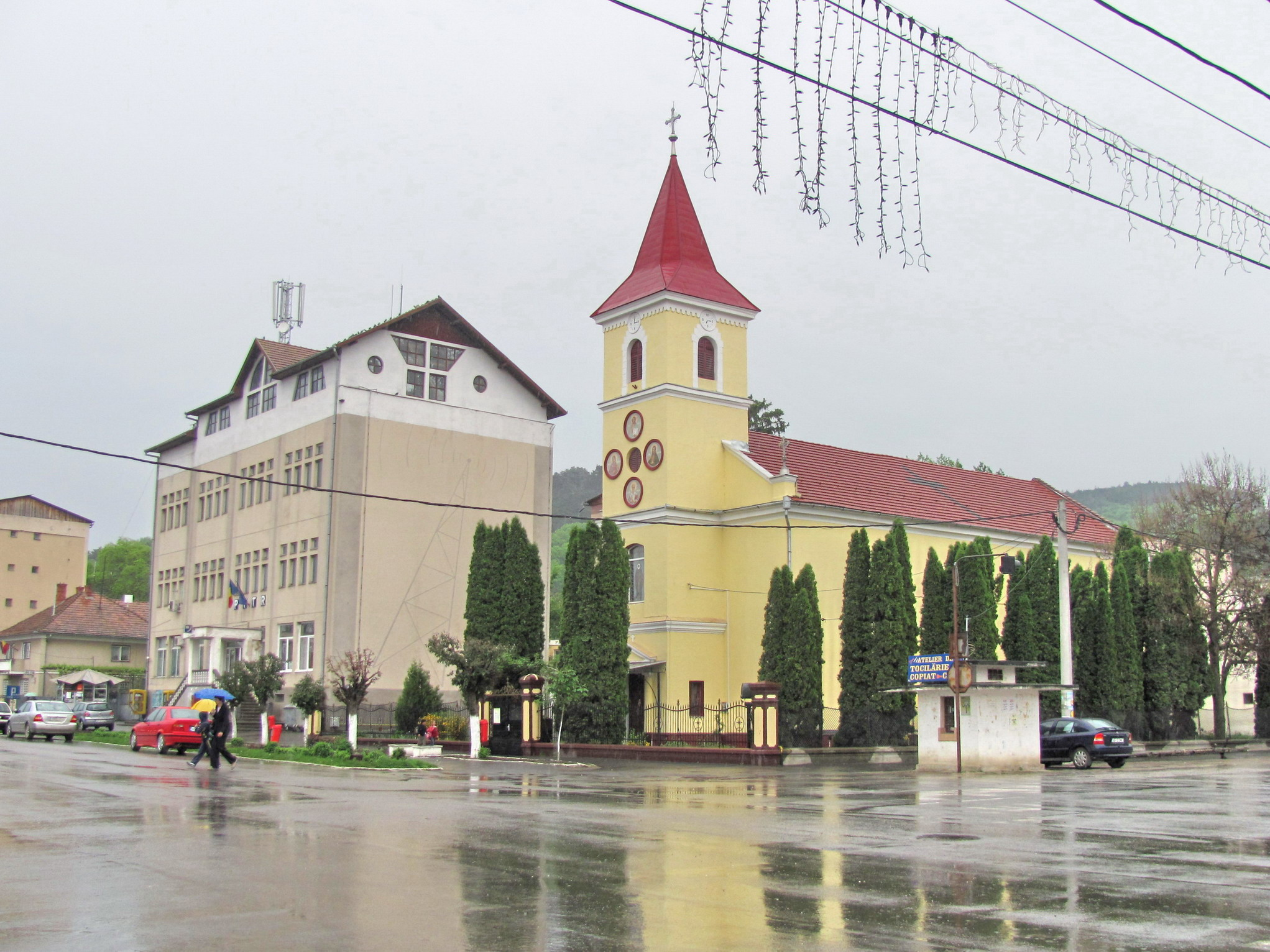
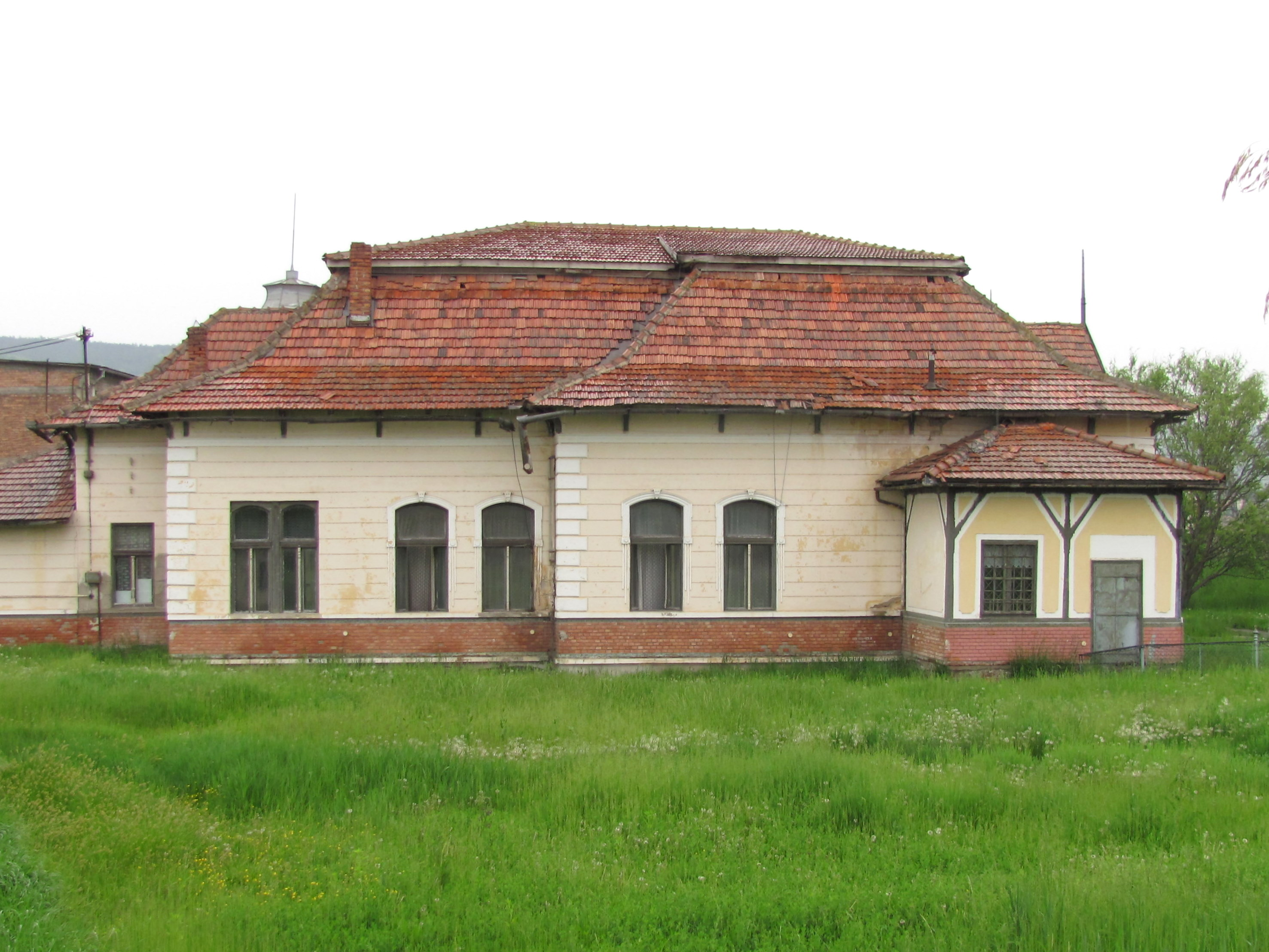
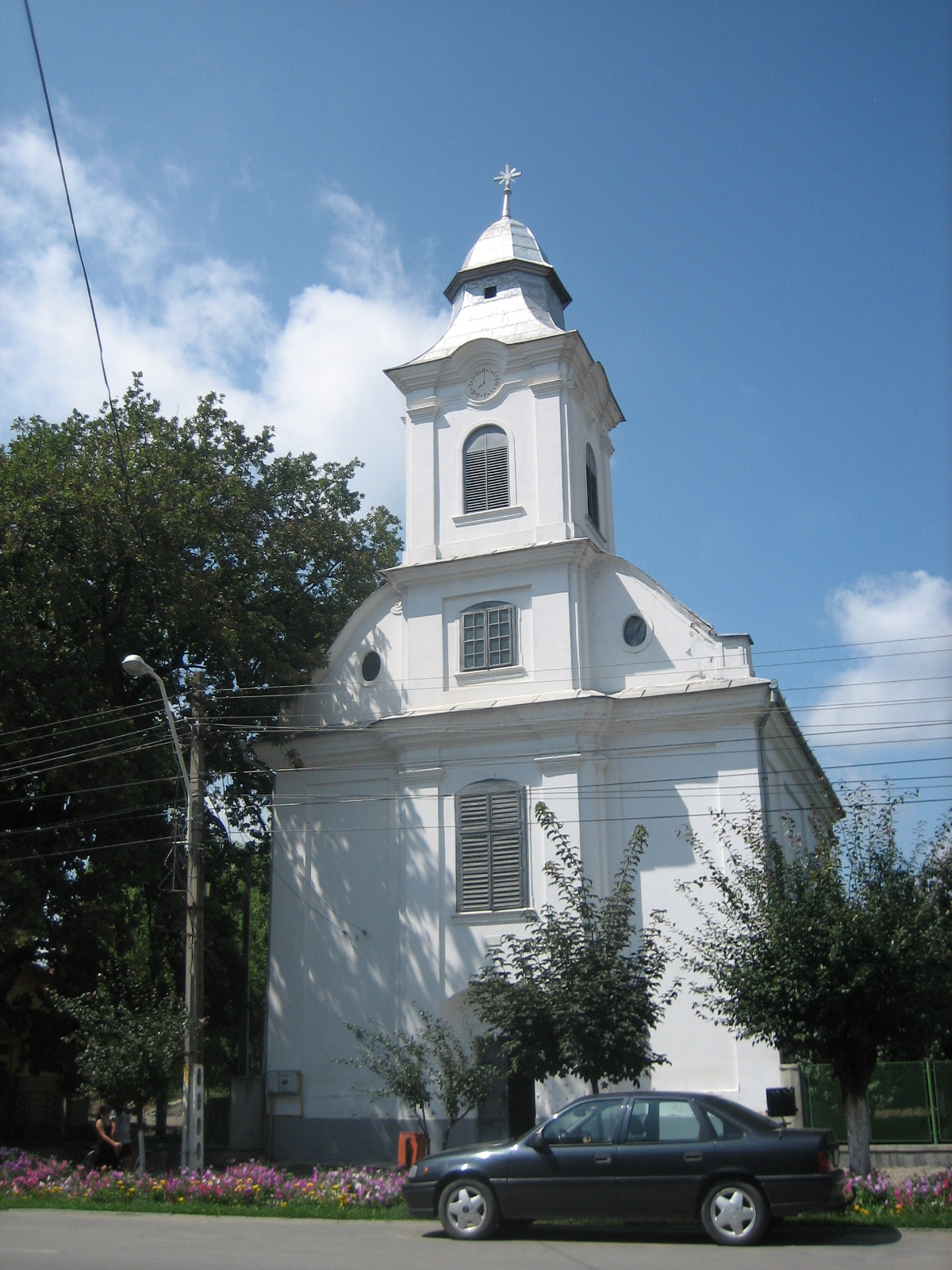

Steden met gemeentestatus: Alba Iulia · Aiud · Blaj · Sebeș

Steden zonder gemeentestatus: Abrud · Baia de Arieș · Câmpeni · Cugir · Ocna Mureș · Teiuș · Zlatna

Gemeenten: Albac · Almaşu Mare · Arieșeni · Avram Iancu · Berghin · Bistra · Blandiana · Bucium · Câlnic · Cenade · Cergău · Ceru-Băcăinți · Cetatea de Baltă · Ciugud · Ciuruleasa · Crăciunelu de Jos · Cricău · Cut · Daia Română · Doștat · Fărău · Galda de Jos · Gârda de Sus · Gârbova · Hopârta · Horea · Ighiu · Întregalde · Jidvei · Livezile · Lupșa · Lopadea Nouă · Lunca Mureșului · Meteș · Mihalț · Mirăslău · Mogoș · Noșlac · Ocoliș · Ohaba · Pianu · Poiana Vadului · Ponor · Poșaga · Rădești · Râmeț · Rimetea · Roșia de Secaș · Roșia Montană · Sălciua · Săliștea · Sâncel · Săsciori · Sântimbru · Scărișoara · Stremț · Șibot · Sohodol · Șpring · Șugag · Șona · Unirea · Vadu Moților · Valea Lungă · Vidra · Vințu de Jos